# Forever 21
Forever 21 est une chaîne américaine de prêt-à-porter, avec des succursales dans la majorité des villes américaines, européennes et asiatiques, proposant des vêtements et accessoires pour jeunes (femmes, hommes) et adolescents.

## Historique
Forever 21 était appelé Fashion 21 à l'origine. Le magasin a été fondé à Los Angeles, Californie, en 1984 par Do Won Chang et son épouse Jin Sook Chang.
Le premier magasin Fashion 21 a ouvert le 21 avril 1984. Il était situé à Highland Park à Los Angeles. La surface de la boutique était de 84 m2. Ce magasin existe encore aujourd'hui. Le design branché des vêtements, vus en Corée du Sud, ciblait la communauté coréenne de Los Angeles.
En 1989, Forever 21 ouvre sa 11e boutique, qui est la première située dans un centre commercial, à Panorama City en Californie. La marque a alors augmenté la taille de ses magasins à 460 m2. Depuis, Forever 21 a ouvert des boutiques dans la plupart des centres commerciaux des États-Unis. En 1995, l'enseigne a ouvert sa première boutique en dehors de la Californie, qui se situait dans le centre commercial Mall of the Americas (en), à Miami, en Floride. Avec l'ouverture de nouveaux magasins tous les six mois, Forever 21 compte 40 boutiques en 1997.
En créant son propre dépôt de produits types à Northridge Fashion Center (en), Forever 21 a depuis appliqué son propre concept de design à tous ses magasins. À partir de ce moment, Forever 21 a agrandi la taille de ses boutiques à 840 m2 en s'installant principalement dans les grands centres commerciaux. En janvier 2010, Forever 21 ouvre une immense boutique sur deux niveaux de 8 000 mètres carrés au centre commercial Los Cerritos Center en Californie : la première boutique phare de la marque.
Le 29 septembre 2019, la société annonce avoir volontairement demandé à être placée sous le régime des faillites américain afin de pouvoir poursuivre leurs activités tout en restructurant l'entreprise. Cette dernière ne prévoit pas de cesser son activité mais annonce néanmoins la fermeture de ses sites internationaux en Asie et en Europe. Jusqu'à 350 magasins seront fermés dans le monde,.

## Localisation de la marque
The Forever 21 Retail Inc. possède de nombreux magasins dans des formats différents. Les formats actuels les plus courants sont Forever 21, XXI Forever et Heritage 1981. Il y a beaucoup de marques qui proviennent de la marque originale telles que : Forever 21+, Love Contemporary et Maternity, Forever 21 Girls et Men.
- Forever 21 :

Ce magasin est le principal du groupe. Les vêtements imitent la mode américaine.
- XXI Forever :

Ces magasins font environ 7 200 m2 chacun.
- For Love21 (boutique) :

Une boutique française d'accessoires, propose des accessoires pour femmes, des chaussures, des sacs-à-main, de la cosmétique, etc.
- Forever 21+ (marque) :

Autrefois appelée Faith 21, cette marque propose un éventail de tailles plus grandes : XL-3X/12-20.
- Love 21 (marque) :

Ligne contemporaine pour femmes. Le style convient aux femmes de 21 ans et plus. La marque propose aussi des vêtements pour les femmes enceintes.
- Forever 21 Girls (marque) :

Autrefois appelée HTG81, cette marque propose des tailles pour adolescentes.
- 21Men :

À l'origine appelée Heritage 1981 Men's, cette marque correspond à une mode jeune et décontractée pour les hommes.

### Europe
Le premier magasin ouvre à Dublin, en Irlande, au Jervis Shopping Centre en novembre 2010, suivi de celui de Birmingham, au Royaume-Uni le même mois. L'ouverture du magasin phare de Londres a lieu le mercredi 27 juillet 2011, les clients faisant la queue devant la boutique au petit matin. Ce point de vente est localisé près de la station de métro de Bond Street. Les boutiques ouvertes après en G.B sont situées à Westfield Stratford City en septembre 2011, Lakeside Shopping Centre (en) et Bluewater (les 3 à l'est de Londres) l'année suivante, ainsi qu'à Buchanan Street, à Glasgow, en 2013.
Des boutiques sont aussi ouvertes dans les endroits suivants, entre 2011 et 2013 :
- Liverpool[10]
- MetroCentre, à Gateshead
- The Trafford Centre à Trafford, Manchester
- WestQuay Shopping Centre à Southampton

Le samedi 30 juillet 2011, le premier magasin d'Europe continentale est ouvert en Belgique, rue Neuve, à Bruxelles : la taille de la boutique est de 3 000 m2 suivi d'une seconde boutique sur le Meir en septembre pour une superficie 1 000 m2. La première boutique en Autriche s'est ouverte le 7 mars 2011, à Vienne.
En France, on dénombre 6  magasins: dans les centres commerciaux Velizy 2 (définitivement fermé) et Rosny 2 (fermé également), rue de Rivoli à Paris (qui a fermé le 24 janvier 2019), au centre commercial Aéroville (fermé également) , au Forum des Halles (lui aussi fermé) et au Polygone Riviera à Cagnes-sur-Mer (définitivement fermé en Septembre 2018).

### Asie

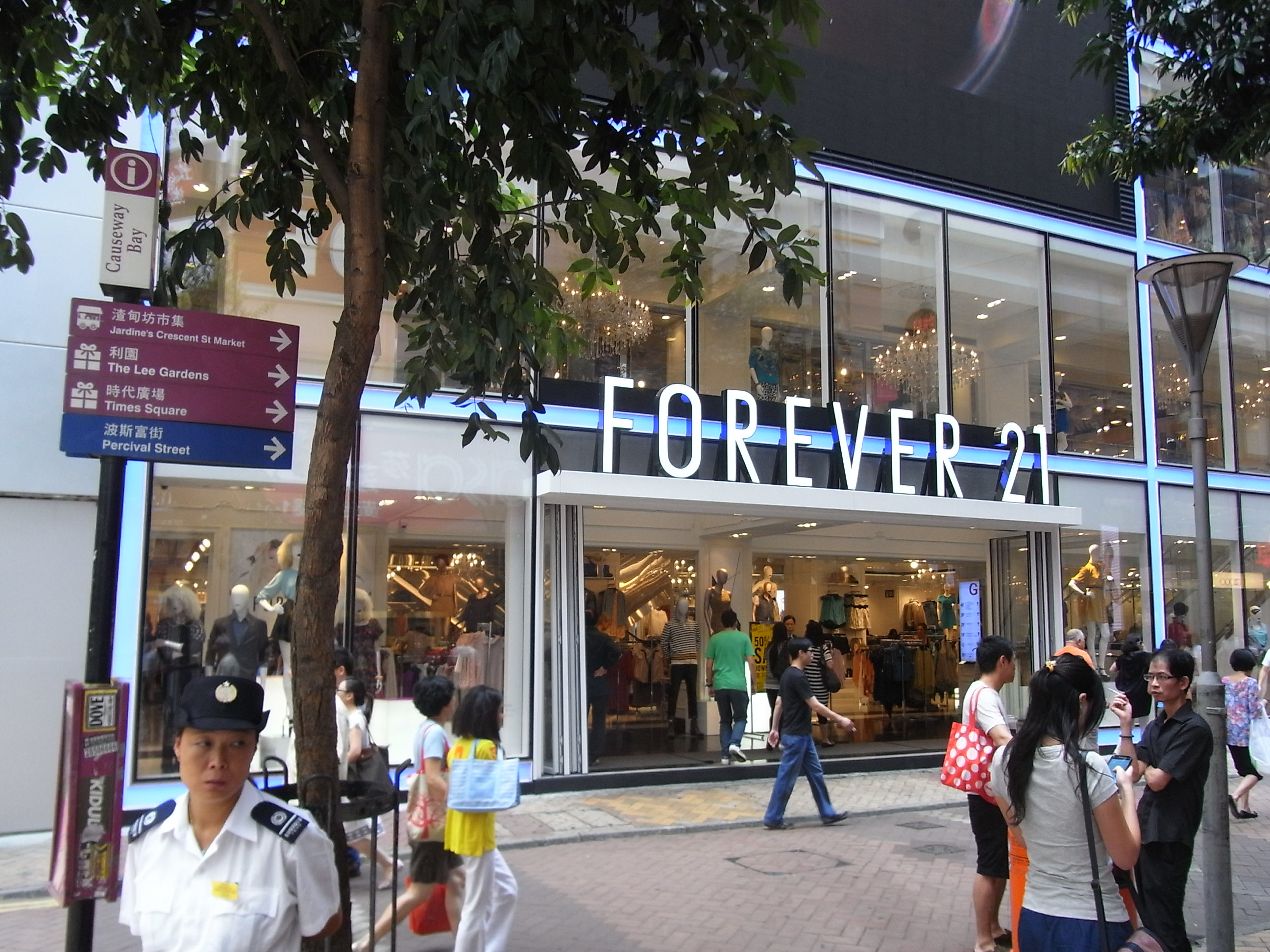
Boutique à Hong Kong.

Forever 21 a ouvert plusieurs boutiques en Asie : Bahreïn, Pékin, Hong Kong, Inde, Indonésie, Israël, Japon, Koweït, Malaisie, Philippines, Singapour, Corée du Sud, Thaïlande, Taïwan et Émirats arabes unis.

### Amérique latine
En Amérique du Sud, la première boutique ouvre à Bogota en Colombie le 24 août 2012 dans le nouveau centre commercial Titan Plaza, permettant ainsi l'ouverture du premier Forever 21 de la région. Aussi, le groupe ouvre le premier et unique mégastore de la région dans la Zone rose de Bogotà début 2013.
Une boutique ouvre récemment à Mexico, faisant du Mexique, le deuxième pays avec des boutiques Forever 21 dans la région. La société chilienne Ripley Corp est en pourparlers avec Forever 21 pour exporter la marque de vêtements au Chili.